# Entéropathie

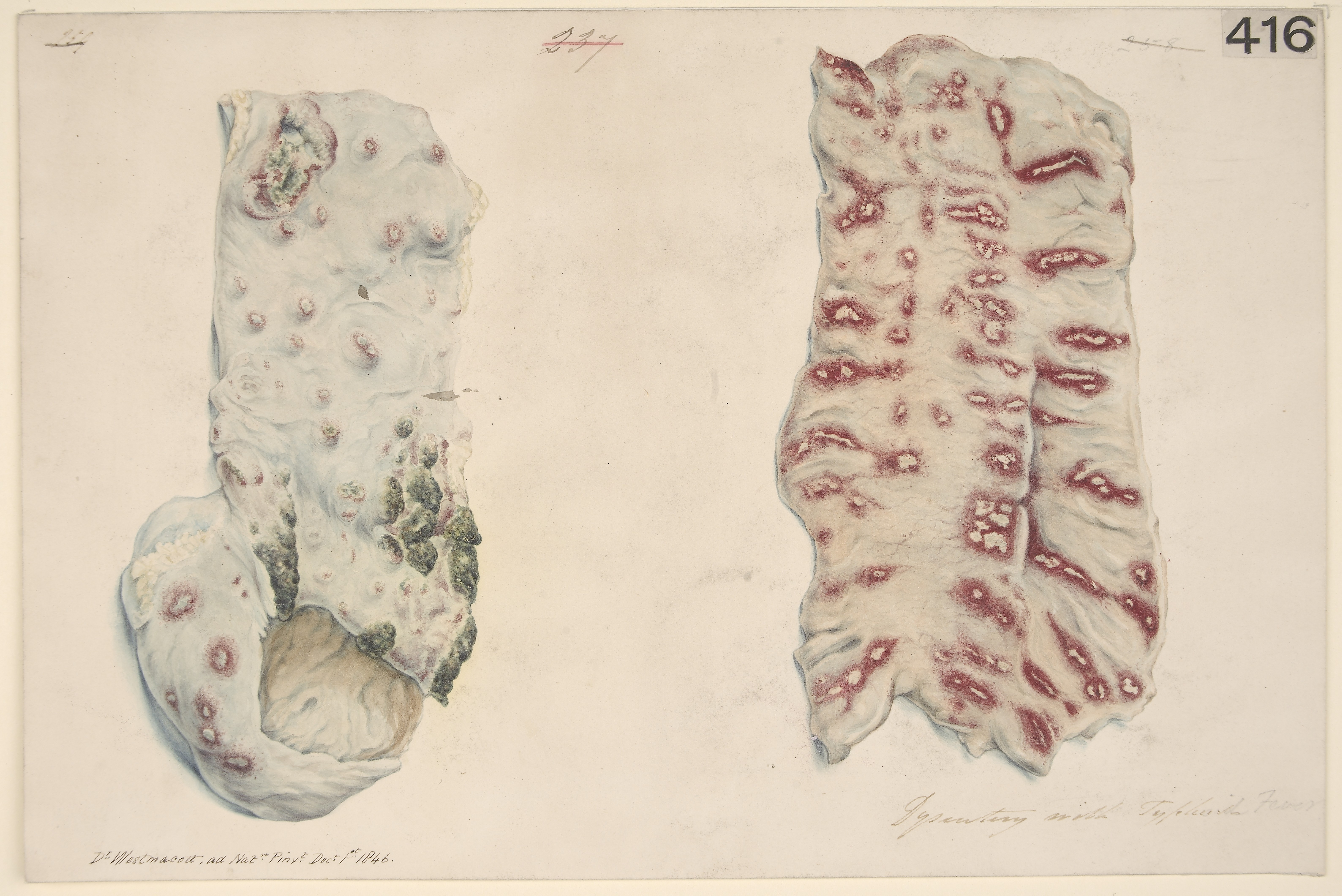
Dessin à l'aquarelle de deux portions d'intestins, illustrant les effets morbides d'un cas de dysenterie avec fièvre typhoïde.

On appelle entéropathies les maladies intestinales. La nature et la localisation de ces maladies sont variées.

## Types d'entéropathies
Parmi les types d'entéropathies on trouve :
- La maladie cœliaque, une entéropathie au gluten
- L'entéropathie sur olmésartan
- L'entéropathie exsudative, entraînant une perte intestinal de protéines
- L'entéropathie porcine proliférative (PPE)
- L'entéropathie due à des rayonnements
- Le lymphome à cellules T associé à une entéropathie
- L'immunodysrégulation-polyendocrinopathie et entéropathie liée à l'X

Si l'état implique également l'estomac, on le désigne comme "gastroentéropathie".
Bien que le terme entérite concerne spécifiquement une inflammation de l'intestin, et soit donc plus spécifique qu'"entéropathie", les deux termes sont parfois utilisés.